# Sicyonella maldivensis
Sicyonella maldivensis är en kräftdjursart som beskrevs av Lancelot Alexander Borradaile 1910. Sicyonella maldivensis ingår i släktet Sicyonella och familjen Sergestidae. Inga underarter finns listade i Catalogue of Life.